# A Static Lullaby
A Static Lullaby és un grup de post-hardcore format a Chino Hills, Califòrnia l'any 2001. El seu estil consisteix en una combinació de veus distorsionades, o screaming, amb veus melòdiques.

## Discografia

### Àlbums d'estudi
- ...And Don't Forget To Breathe (2003).
- Faso Latido (2005).
- A Static Lullaby (2006).
- Rattlesnake! (2008).

### EPs
- Withered (2002).

## Formació

### Actual
- Joe Brown – Sreaming (veu)
- Dan Arnold – Veus melòdiques, guitarra
- Tyler Mahurin – Bateria
- Dane Poppin – Baix elèctric, segones veus

### Membres creadors
- Phil Pirrone – Baixista, cantant (2001 – 2005)
- Nate Lindeman – guitarrista (2001 – 2005)
- Brett Dinovo – bateria (2001 –2006)
- Jarrod Alexander – bateria (2001, 2006 – 2007)
- John Martinez – guitarra, cantant (2006 – 2007)